# Ахматьянов, Булат Ринатович
Булат Ринатович Ахматьянов (26 марта 1987 — 1 февраля 2020) — майор ФСБ России, офицер Управления «С» Центра специального назначения ФСБ; кавалер ордена Святого Георгия IV степени (посмертно).

## Биография
Родился 26 марта 1987 года в посёлке Параньга (ныне Республика Марий Эл). Отец работал учителем физкультуры, вместе с женой (также учительницей) регулярно ездил на заработки в Москву; также у Булата был младший брат. Правнук Героя Советского Союза Хакима Хасанова.
Окончил Казанское суворовское военное училище в 2005 году и Рязанское высшее воздушно-десантное командное училище. Кандидат в мастера спорта по военному пятиборью, чемпион Московского военного округа (2009). Службу в ФСБ начал в июне 2010 года в составе управления «С» («Смерч») Центра специального назначения ФСБ РФ, неоднократно отправлялся в командировки и участвовал в антитеррористических операциях. Участник военной операции ВС РФ в Сирийской Арабской Республике. Занимал пост старшего офицера 5-й группы I отдела Управления «С», выступал в составе команды Параньгинского района по охотничьему биатлону. В начале 2020 года участвовал в обеспечении безопасности визита Владимира Путина в Дамаск.

## Смерть
1 февраля 2020 года майор Ахматьянов погиб в Алеппо во время операции вооружённых сил Российской Федерации. Обстоятельства гибели варьируются в разных источниках: в нескольких Telegram-каналах и группой Conflict Intelligence Team (CIT) изначально сообщалось, что автомобиль с четырьмя сотрудниками ЦСН ФСБ подорвался на фугасе, а раненых бойцов расстреляли представители вооружённой сирийской оппозиции: погибшими назывались сотрудники 5-й группы I отдела Управления «С» лейтенант Всеволод Трофимов и майор Булат Ахматьянов, а также сотрудники управления «К» майор Руслан Гимадиев и капитан Дмитрий Минов.
Считается, что Ахматьянов выполнял боевую задачу по усилению позиций сирийских правительственных войск на окраине Алеппо, действуя в составе двух снайперских пар. Он работал в снайперской паре с Трофимовым, в то время как Гимадиев и Минов составляли другую пару снайперов. Повстанцы из группировки «Тахрир аш-Шам» атаковали позиции сирийских войск, используя террористов-смертников, ехавших на четырёх заминированных машинах, подрыв которых стал сигналом для наступления и прорыва в районах блокпостов, обороняемых частями сирийской армии и ополчения. После подрыва автомобилей сирийские войска спешно отступили, оставив снайперов ФСБ без прикрытия, и те были накрыты артиллерийским и миномётным огнём. Трое офицеров ФСБ вынесли Ахматьянова из-под огня и отправили в госпиталь, однако спасти его не смогли, а по возвращении на позиции попали под перекрёстный огонь. Квартал, где действовали оперативники, был занят исламскими боевиками достаточно быстро. Тела трёх погибших удалось вынести только спустя пять часов, с наступлением темноты.
По мнению журналиста «Новой газеты» Ирека Муртазина, боевики знали маршрут, по которому снайперские группы ЦСН возвращались в Алеппо, и заложили на пути следования их бронеавтомобиля фугас; контуженных офицеров же якобы добивали выстрелами в упор. Муртазин полагал, что оперативники ЦСН ФСБ выполняли задачу по обеспечению безопасности встречи высших руководителей Сирии и Турции в районе города Касаб и проводили в тот день разведку местности, но на обратном пути попали в успешно подготовленную засаду, которая попросту сорвала турецко-сирийские переговоры.
Ахматьянов оставил жену Эндже и троих детей: младшая дочь родилась 3 февраля 2020 года, уже после смерти отца.

## Память
В феврале 2021 года Фондом поддержки ветеранов боевых действий Управления специальных подразделений «С» и Орехово-Зуевским обществом охотников и рыболовов были проведены соревнования по охотничьему биатлону памяти Булата Ахматьянова.

## Награды
- орден Святого Георгия IV степени (посмертно)[1]
- Орден Мужества[1][9]
- Медаль «За отвагу»[1][9]
- Медаль Жукова[1][9]
- награды ФСБ РФ[1], в том числе:
  - Знак отличия ФСБ «За храбрость»[9]